# スティルトン
スティルトン (Stilton) は、イギリス（イングランド）原産のチーズの一つ。アオカビで熟成されるブルーチーズタイプのもの（ブルー・スティルトン）がよく知られており、単に「スティルトン」といえば通常ブルー・スティルトンを指す。フランス原産のロックフォール、イタリア原産のゴルゴンゾーラとともに「三大ブルーチーズ」として並び称されている。
知名度は劣るものの、アオカビを用いないもの（ホワイト・スティルトン）も生産されている。ブルータイプのものもホワイトタイプのものも、ともに欧州委員会によって原産地名称保護制度による指定を受けている。

## 特徴

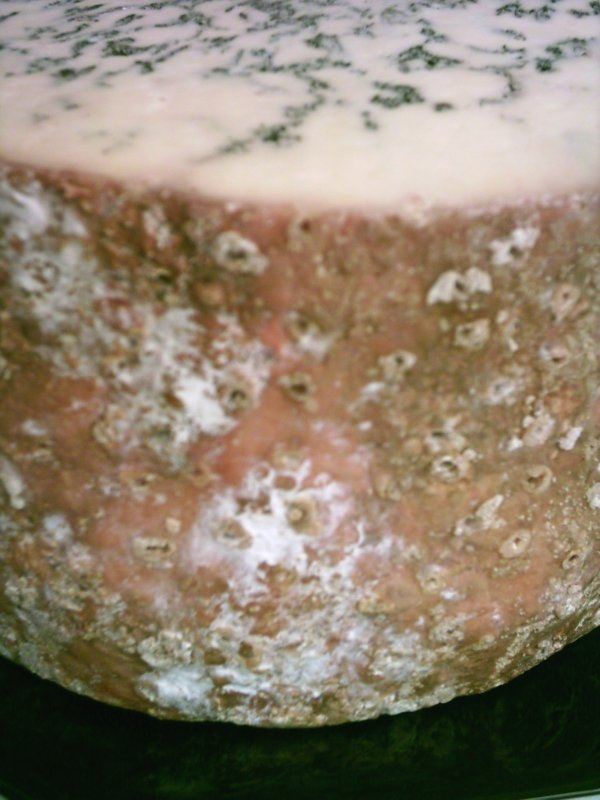
ブルー・スティルトンの外皮

強く特徴的な香りを持つ。「スティルトン・チーズ」を名乗ることができるのは、ダービーシャー・レスターシャー・ノッティンガムシャーの3州（カウンティ）において、厳格な規定に従って生産されたものだけである。

### ブルー・スティルトン
ブルー・スティルトンは以下の基準を満たさなければならない。
- 指定された3州においてつくられたこと。原料の牛乳は地元で搾乳されたものに限られ、使用前に低温殺菌されたものであること。
- 形は伝統的な円筒形であること
- それ自身の外殼あるいは皮を形成すること
- 圧縮していないこと
- 中心から放射状に出る繊細な青い縞模様を持っていること
- 「スティルトンに特有な味の特性」を持っていること

製造・熟成にはおよそ9週間かかる。スティルトンの特徴的である青い縞模様は、中心に空気を入れるためにステンレスの針でチーズの外皮を突き通すことでできる。
皮は熟成過程で自然にできるものであり、エダムチーズやポール・サリュー (Port-Salut (cheese)) とは異なり、食べることができる。
脂肪分は35％以下、たんぱく質は23％以下である。

### ホワイト・スティルトン
ホワイト・スティルトンは砕けやすくクリーミーな口当たりの良いチーズである。このチーズには、ブルー・スティルトンに特有な青い筋を付けるカビ Penicillium roqueforti が使用されていない。アプリコット、ショウガ、柑橘類、つる性果実とブレンドしてデザートチーズを作るベースとして広く使用されており、チョコレートのフレーバーとしても使用されている。

## 食べ方

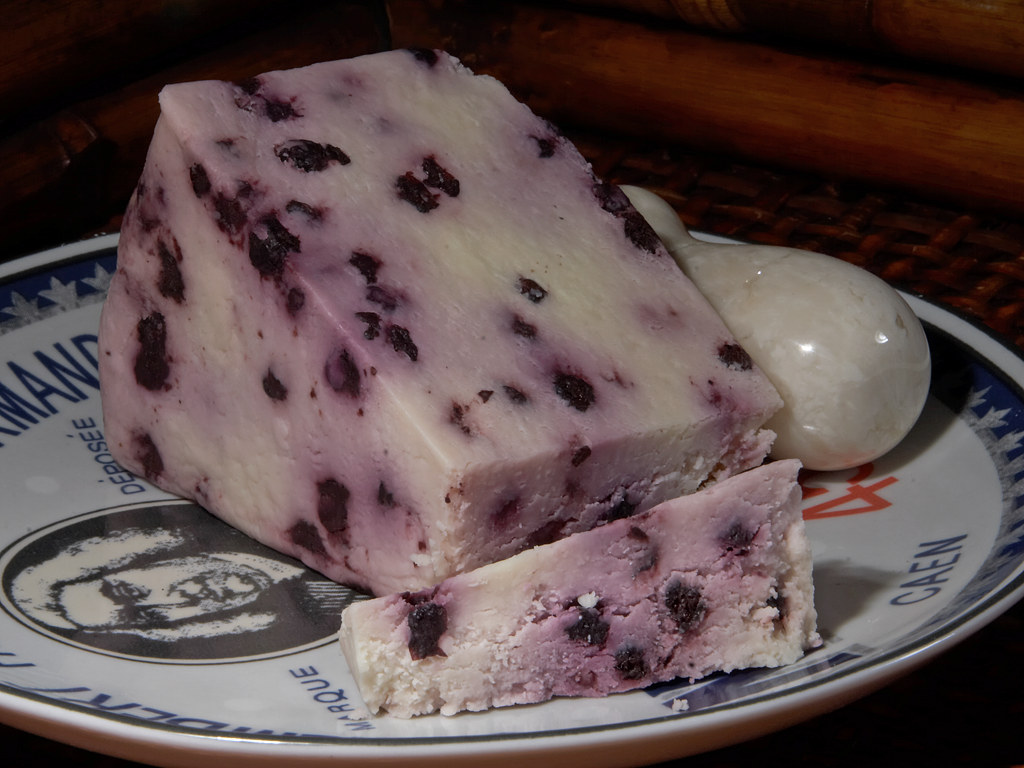
ブルーベリー入りのホワイト・スティルトン

ブルー・スティルトンはしばしばセロリや洋ナシとともに食べられる。野菜を用いたスープの香り付けに加えられることも広く行われており、とくにセロリやブロッコリースープのクリームに加えられる。また、種々のクラッカーやビスケット、パンに添えて食べられるほか、ブルーチーズソースとしてステーキにかけられたり、細かく砕かれてサラダに乗せられたりする。伝統的に、ポートワインはブルー・スティルトンを肴に飲まれる。
ホワイト・スティルトンは、しばしばドライフルーツのような他の食材と混合されたり、チョコレートの味付けに使われたりする。また、フルーツケーキとともに食べられることもある。
ブルー・スティルトンとグロスターチーズと組み合わせたものを、ハンツマンと呼ぶ。

## 歴史

### 名称
「スティルトン」の名は、ケンブリッジシャーの村・スティルトン (Stilton) に由来する。この村は、ロンドンとイングランド北部のヨークを結ぶグレート・ノース・ロード（Great North Road）と呼ばれる幹線道路に沿って発展した宿場町である。グレート・ノース・ロードは18世紀には駅馬車の主要ルートの一つであり、現在のモーターウェイA1号線 (A1 road (Great Britain)) に相当する。

### 起源

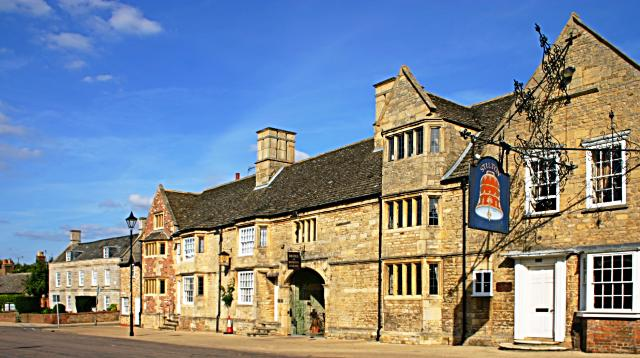
スティルトン村のベル亭

「スティルトン・チーズ」の起源は、次のように伝えられている。
1730年、スティルトン村で旅館「ベル・イン」（Bell Inn）を営むクーパー・ソーンヒル（Cooper Thornhill）は、レスターシャーの田舎の村（メルトン・モーブレー (Melton Mowbray) ともウィモンダム (Wymondham) とも伝えられる）にある小さな農場を訪問した。ここで知った特徴的なブルーチーズにすっかりほれ込んだソーンヒルは取引をおこない、ベル・インでこのチーズを独占販売する権利を手に入れた。ソーンヒルはグレート・ノース・ロードを往来する人々にチーズを大いに売り込むことができた。
一方、ウィモンダムの女性チーズ職人フランシス・ポーレット（Frances Pawlett）は、「スティルトン・チーズ」のすぐれた品質と製法を確立し、また商才に富んだ夫はチーズ生産の協同組合を組織した。ポーレットはほかのチーズ生産者にも技法を伝え、品質の高いブルー・クリーム・チーズをスティルトン村に供給することができた。こうしたソーンヒルとポーレットの努力により、「スティルトン」は名を高め、記録的な売れ行きを見せることになったのだという。

### 原産地名称の法的保護
1936年に、スティルトン・チーズ生産者協会（Stilton Cheesemakers' Association、略称SCMA）が結成され、品質とチーズ生産地の保護を法制化するよう請願活動を行った。1966年、スティルトンは登録商標として認められ、法的な保護が受けられることになった。イギリスで生産されるチーズの中でこの地位を認められたのは、スティルトンだけである。
1996年には、原産地保護（Protected designation of origin、PDO）を受けている。

### 関税
イギリスの欧州連合離脱後、EUへの輸出には検疫が必要となり、大きさにかかわらず1箱につき180ポンドが必要となった。
日本向けには日英包括的経済連携協定により一旦29.8%の関税を課し、フランス産のロックフォールやイタリア産のゴルゴンゾーラなどEU産に設定された24.2%との差額を還付することで実質低関税枠としている。

## 生産

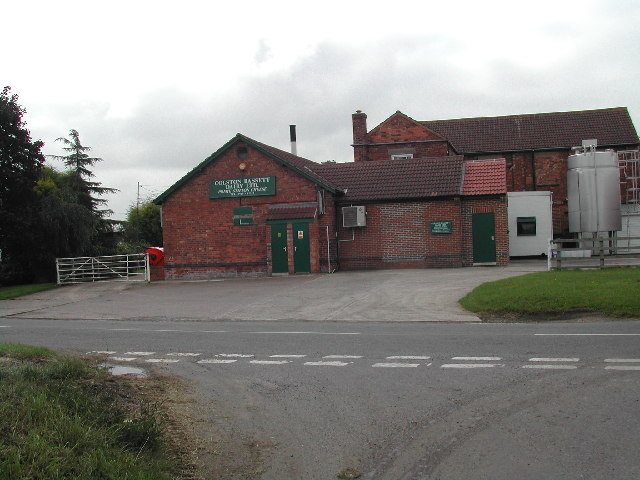
生産者のひとつ、コルストン・バセット酪農会社

原産地名称保護制度により、ダービーシャー・レスターシャー・ノッティンガムシャーの3つの州で生産されたものだけが「スティルトン」と名乗ることができる。チーズの名前のもととなったスティルトン村はケンブリッジシャーに属しているため、法律上この村で「スティルトン・チーズ」を作ることはできない。
スティルトンを作ることを認可された酪農会社は、現在5社である。

## 同様のチーズ
ブルーチーズのうちいくつかは、スティルトンと同様 Penicillium roqueforti を使い、同様の製法で作られており、青い縞模様などのよく似た特徴を持っている。たとえばイタリアのゴルゴンゾーラは、牛乳もしくはヤギの乳から作られ、フランスのロックフォールは羊の乳から作られる。
スティルトンの生産地域であるノッティンガムシャーには、地元の牛乳を使い、同様の手法で作られるブルーチーズとして、スティッチェルトン・チーズ (Stichelton) がある。スティッチェルトンには原料となる牛乳を低温殺菌する過程がないため、スティルトンとは区別されている。
PODによって「スティルトン」を称することはできないイギリス産の一般的なブルーチーズは、イギリスのスーパーマーケットでは「ブリティッシュ・ブルーチーズ」（British Blue cheese）の名で流通している。

## トリビア
- イギリスの作家ギルバート・ケイス・チェスタートンは、チーズにまつわるエッセイをいくつか書いた。チェスタートンはスティルトンの町を訪問した経験を記し、スティルトン・チーズに関する詩（ソネット）を書いている。
- ジョージ・オーウェルは、1945年12月に発表したイギリス料理に関するエッセイ "In Defence of English Cooking" の中で、「世界最高のチーズ」としてスティルトンを挙げている。
- 2005年、英国チーズ委員会（British Cheese Board）は「就寝前に食べたチーズと夢の関係」についての調査報告を行った。この中でスティルトンチーズはほかのチーズよりも「奇妙な夢」を見る確率が高いとしている。就寝30分前にスティルトン・チーズの小片20gを食べた被験者200人のうち、男性の75%は「奇妙で鮮明な夢」を、女性の85%が「奇怪な夢」を見たという[5]。

## 註
1. ↑  “Chocolate cheese hits the shelves”.   Which? magazine (2007年4月5日). 2007年10月17日時点のオリジナルよりアーカイブ。2008年1月12日閲覧。
2. ↑  “返品されたブルーチーズの山 新しい英国、夢見てたのに：朝日新聞デジタル”. 朝日新聞デジタル. 2021年4月10日閲覧。
3. ↑  “チーズ関税、ＥＵ並み低水準 還付で当初２４％相当―日英貿易交渉：時事ドットコム”. 時事ドットコム. 2021年4月10日閲覧。
4. 1 2  “日英交渉を惑わせたチーズ 甘くなめらか、青カビの香り：朝日新聞デジタル”. 朝日新聞デジタル. 2021年4月10日閲覧。
5. ↑  "Sweet Dreams Are Made Of Cheese"、英国チーズ委員会、2005年9月25日